# Татуйо
Татуйо (Juna, Oa, Pamoa, Sina, Sura, Tatutapuyo, Tatuyo) — туканский язык, на котором говорит народ татуйо, проживающий в верховьях рек Пира-Парана и Верхняя Папури департамента Ваупес в Колумбии. Все используют по крайней мере один из других туканских языков.